# Dimples Cooper
Dimples Cooper pseudonimo di Isabel Rosario Cooper (Manila, 15 gennaio 1914 – Los Angeles, 29 giugno 1960) è stata un'attrice, ballerina e cantante filippina.
È nota per essere stata l'amante del generale Douglas MacArthur e la protagonista del primo bacio nella storia del cinema del suo paese.

## Biografia
Sui genitori non v'è certezza non essendoci documenti di nascita. Secondo la maggioranza delle fonti, il padre sarebbe un uomo d'affari americano con origini scozzesi e la madre una filippina-cinese, forse benestante.
Tra il 1925 e il 1926 girò alcuni film muti, tra cui Ang Tatlong Hambog (1926), conosciuto nella versione inglese coi titoli The Arrogant Three o Three Beggars, per la regia di Jose Nepomuceno, dove fu la protagonista del primo bacio del cinema filippino con l'attore Luis Tuason e dove compare col nome di Dimples Cooper, soprannome che le fu dato fin da piccola. Cooper aveva 12 anni. In quegli anni fu anche cantante e ballerina del cosiddetto vaudeville, che, al tempo della Cooper, si era già trasformato nel Varietà. Insieme con Katy de la Cruz (1907-2004), Mary Walter (1912-1993) ed altre ragazze si esibiva al Teatro Rivoli di Manila con spettacoli di hula-hula, scenette comiche, canzoni alternate o insieme al jazz. Si esibì anche nei teatri di Shanghai.
Nel 1930 incontrò il generale Douglas MacArthur (1880-1964), a quel tempo comandante capo delle forze armate americane nelle Filippine, di cui divenne amante. Divorziato l'anno precedente dalla prima moglie, Louise Cromwell Brooks, che aveva sposato nel 1922, il generale dopo cinque mesi dall'incontro con Cooper tornò negli Stati Uniti e fece in modo che lei lo seguisse viaggiando in un'altra nave, onde evitare scandali. A Washington si stabilì in una suite presso il Chastleton Hotel (non più esistente), vicino agli uffici di MacArthur.
Secondo William Manchester, uno dei biografi di MacArthur, il generale "showered [Cooper] with presents and bought her many lacy tea gowns, but no raincoat. She didn't need one, he told her; her duty lay in bed".
Quando la relazione rischiò di uscire allo scoperto nel 1934, MacArthur mise fine alla storia. Le dette 15 000 dollari ed un biglietto per le Filippine.
Cooper non usò il biglietto e sembra che non fece più ritorno nelle Filippine. Si trasferì in una pensione cercando un lavoro quando seppe che il giornalista del Washington Post Drew Pearson cercava notizie sul passato del generale per via dei fatti dei veterani di due anni prima. Nel 1932, infatti, 20.000 veterani della prima guerra mondiale, portando anche moglie e figli, marciarono a Washington per sollecitare il Congresso a trovare una soluzione alla loro miseria dal momento che avevano servito la patria rischiando la vita. MacArthur li considerò dei sovversivi e con 800 soldati con lacrimogeni e baionette li disperse inseguendoli, nonostante il Presidente Herbert Hoover avesse impartito l'ordine di fermarsi. Drew Pearson e Robert S. Allen scrissero della gestione dittatoriale di MacArthur definendo le sue azioni "ingiustificate, inutili, arbitrarie, aspre e brutali". MacArthur allora li citò in giudizio chiedendo una cifra enorme di risarcimento, ma quando Pearson e Allen informarono gli avvocati di MacArthur che avrebbero convocato come testimone la signorina Isabel Rosario Cooper e mostrato le lettere che lui le scriveva, ritirò la denuncia che avrebbe potuto minare la sua carriera.
Nel 1937 il generale sposò Jean Faircloth da cui ha avuto Arthur, il loro unico figlio.
Negli anni successivi la vita di Cooper si fece confusa. Nel 1935 sposò l'avvocato Frank E. Kennemore Jr. (1912-1972) con cui si trasferì in Oklahoma, dove aprì un salone di bellezza. Divorziarono nel 1942. Dopodiché sembra che si sia nuovamente sposata con Milton Moreno, un barista americano di origini filippine, con cui si trasferì a Hollywood per inseguire il sogno di fare cinema.
Nonostante abbia lavorato con registi ed attori importanti riuscì ad ottenere solo ruoli marginali in una manciata di film, tra i quali i più importanti furono:
- Sorelle in armi (1943) di Mark Sandrich in cui interpreta una infermiera filippina;
- The Chinese Ring (1947) di William Beaudine dove interpreta Lillie May Wong, la cameriera della principessa (con lo pseudonimo di Chabing);
- Ero una spia americana (1951) di Lesley Selander dove interpreta Lolita (con lo pseudonimo di Chabing).

Negli altri film i suoi ruoli sono stati quelli di comparsa o poco più:
- La storia del dottor Wassell (1944) di Cecil B. DeMille in cui interpreta una infermiera nel corso della seconda guerra mondiale;
- The purple heart (1944) di Lewis Milestone in cui interpreta una geisha;
- Anna e il re del Siam (1946) di John Cromwell in cui interpreta una delle mogli del re (con lo psaudonimo di Chabing);
- Boomerang - L'arma che uccide (1947) di Elia Kazan dove interpreta una corista del coro della chiesa;
- Gli invincibili (1947) di Cecil B. DeMille dove interpreta una squaw;
- Singapore (1947) di John Brahm dove interpreta una nativa;
- Shanghai Chest (1948) di William Beaudine dove interpreta Miss Lee, addetta alla reception (con lo pseudonimo di Chabing);
- The Great Jewel Robber (1950) di Peter Godfrey nel quale interpreta una ragazza cinese;
- The Art Of Burlesque (1950) di Lawrence Raimond ma non conosciamo il suo ruolo (con lo pseudonimo di Chabing);
- La regina dei pirati (1951) di Jacques Tourneur dove interpreta una schiava (con lo pseudonimo di Chabing).

Nel 1951 il giornale Philippines Free Press pubblicò nel numero del 17 marzo 1951 un articolo su Dimples "Chabing" Cooper, ricordando la showgirl sul palco del Teatro Rivoli cantando "Has Anybody Seen My Kitty?" e l'euforia dei marinai americani che affollavano il teatro. L'articolo includeva un ritratto glamour di Dimples ed affermava che fosse ad Hollywood e lavorasse con il suo nome d'arte, Chabing.
La vicenda dell'asiatica Dimples Cooper può essere considerata emblematica della difficoltà oggettiva di raggiungere il successo tenuto conto dei precetti del Codice Hays che dal 1934, fino al 1967, divennero la condizione tassativa nel cinema, tra cui il punto specifico in cui si vietavano le rappresentazioni della relazione tra razze diverse.
Probabilmente profondamente depressa, si tolse la vita a 46 anni il 29 giugno 1960 a Los Angeles con una overdose di barbiturici. La morte fu segnalata dall'ex marito Frank E. Kennamer.

## Tributi
L'artista Miljohn Ruperto ha realizzato la mostra Isabel Rosario Cooper presso la galleria Koenig & Clinton di New York nel 2014. La mostra esponeva: le foto del portfolio che Cooper si era fatta fare dal fotografo Jose Reyes al suo arrivo a Hollywood con i vari vestiti per mostrarli a registi e produttori; spezzoni dei film dove lei compariva dal titolo Appearance of Isabel Rosario Cooper in cui tutto è volutamente sfuocato tranne lei; il video in cui immaginava la giornata dell'attrice nella camera d'albergo, in attesa, con Arden Cho nei panni di Cooper.